# Associação de Voleibol da Irlanda do Norte
A Associação de Voleibol da Irlanda do Norte  (em inglês:Northern Ireland Volleyball Association, NIVB) é  uma organização fundada em 1970 que governa a pratica de voleibol da Irlanda do Norte, sendo membro da Federação Internacional de Voleibol desde 1982 e da Confederação Européia de Voleibol, a entidade é responsável por organizar  os campeonatos nacionais de  voleibol masculino e feminino no território..